# Christian Nørgaard
Christian Thers Nørgaard (* 10. března 1994, Kodaň, Dánsko) je dánský fotbalový záložník a reprezentant, který hraje v anglickém klubu Brentford FC.

## Klubová kariéra
V Dánsku hrál v mládežnických letech za tým Lyngby BK. V letech 2012–2013 působil v rezervním týmu německého bundesligového klubu Hamburger SV. V srpnu 2013 se vrátil do Dánska, posílil klub Brøndby Kodaň.

## Reprezentační kariéra
Christian Nørgaard nastupoval za dánské mládežnické reprezentační od kategorie U16. Zúčastnil se Mistrovství Evropy hráčů do 21 let 2015 konaného v Praze, Olomouci a Uherském Hradišti, kde byli mladí Dánové vyřazeni v semifinále po porážce 1:4 ve skandinávském derby pozdějším vítězem Švédskem.